# Simone Bertazzo
Simone Bertazzo (Pieve di Cadore, 19 agosto 1982) è un bobbista italiano.

## Biografia
Prima di dedicarsi al bob, Bertazzo ha praticato l'hockey a livello non agonistico per 8 anni. 
A livello assoluto esordì in Coppa del Mondo nella stagione 2004/05 e conquistò il primo podio il 20 novembre 2005 a Lake Placid giungendo 3º nel bob a quattro con Luca Ottolino, Matteo Torchio e Giorgio Morbidelli. Ottiene la prima vittoria il 18 gennaio 2008 sulla pista casalinga di Cesana nel bob a due con Samuele Romanini. In classifica generale, come miglior piazzamento finale, vanta il terzo posto nel bob a due e il settimo nel bob a quattro, entrambi raggiunti nella stagione 2010/11.
Partecipò alle olimpiadi invernali di Torino 2006, classificandosi nono nel bob a due e dodicesimo nel bob a quattro mentre a Vancouver 2010 arrivò nono nel bob a quattro. Ai Giochi olimpici invernali di Sochi 2014 ha gareggiato nelle specialità del bob a due, guadagnando il dodicesimo posto in coppia con Simone Fontana, e del bob a quattro, dove in squadra con lo stesso Fontana, Francesco Costa e Samuele Romanini, ha ottenuto il sedicesimo piazzamento in classifica.
Ai campionati mondiali vinse una medaglia di bronzo a St. Moritz 2007 nel bob a due con Samuele Romanini e agli Europei ottenne ancora il bronzo a Cesana 2008 sempre in coppia con Romanini.
Per quanto riguarda i campionati italiani vinse cinque edizioni consecutive dal 2005 al 2009 nel bob a due di cui tre con Giorgio Morbidelli e due con Sergio Riva.
A luglio del 2018 annunciò che si sarebbe ritirato dall'attività agonistica al termine dei campionati mondiali di Whistler 2019 e nel novembre seguente venne scelto per affiancare il collega tedesco Manuel Machata, nominato nuovo capo allenatore della nazionale italiana di bob.

## Palmarès

### Mondiali
- 1 medaglia:
  - 1 bronzo (bob a due a Sankt Moritz 2007).

### Europei
- 1 medaglia:
  - 1 bronzo (bob a due a Cesana 2008).

### Coppa del Mondo
- Miglior piazzamento in classifica generale nel bob a due maschile: 3° nella stagione 2010-11;
- Miglior piazzamento in classifica generale nel bob a quattro maschile: 7° nella stagione 2010-11;
- Miglior piazzamento in classifica generale nella combinata maschile: 6° nella stagione 2010-11.
- 7 podi (6 nel bob a due, 1 nel bob a quattro):
  - 3 vittorie (nel bob a due);
  - 1 secondo posto (nel bob a due);
  - 3 terzi posti (2 nel bob a due, 1 nel bob a quattro).

#### Coppa del Mondo - vittorie
| Data             | Luogo       | Paese       | Disciplina                 |
| ---------------- | ----------- | ----------- | -------------------------- |
| 18 gennaio 2008  | Cesana      | Italia      | a due con Samuele Romanini |
| 18 dicembre 2010 | Lake Placid | Stati Uniti | a due con Sergio Riva      |
| 5 febbraio 2011  | Cesana      | Italia      | a due con Matteo Torchio   |

### Campionati italiani
- 7 medaglie:
  - 5 ori (bob a due nel 2005, 2006, 2007, 2008 e 2009);
  - 1 argento (bob a due nel 2004);
  - 1 bronzo (bob a due nel 2003).